# Aponogeton cuneatus
Aponogeton cuneatus là một loài thực vật có hoa trong họ Aponogetonaceae. Loài này được S.W.L.Jacobs mô tả khoa học đầu tiên năm 2006.